# Vịnh Tampa

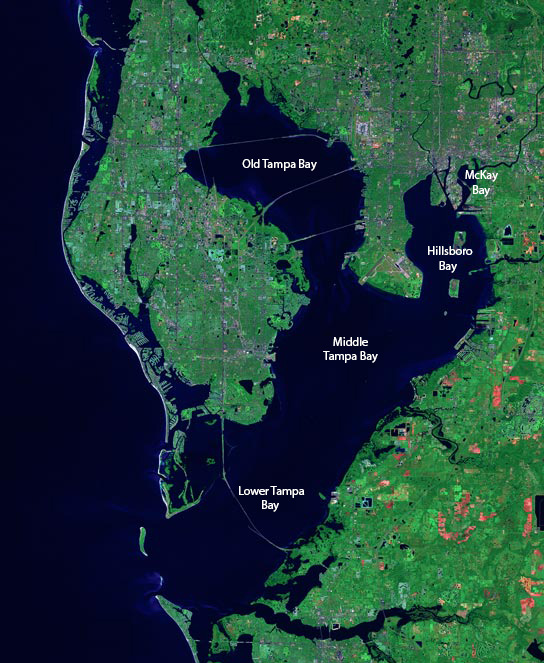
Vịnh Tampa từ vệ tinh NASA.

Vịnh Tampa là một vịnh, cảng tự nhiên và ở dọc theo vịnh Mexico ở bờ biển tây trung bộ ở tiểu bang Florida, bao gồm vịnh Hillsborough, vịnh Tampa cũ, vịnh Tampa giữa và vịnh Tampa dưới.
Vùng đất tiếp giáp vịnh này là vùng vịnh Tampa, một vùng đô thị với hơn 4,2 triệu dân.
Thành phố lớn trong khu vực vịnh là Tampa, Florida.